# Itzhak Sadeh
Itzhak Sadeh (în ebraică יצחק שדה, se citește Ițhak Sadé, nume la naștere Itzhak Landsberg, n. 10 august 1890, Lublin, Imperiul Rus – d. 21 august 1952, Tel Aviv, Israel) a fost un general israelian, evreu originar din Polonia, strateg, scriitor și pedagog, unul din fondatorii armatei israeliene, unul din comandanții organizației subterane de apărare Haganá a evreilor din Palestina mandatară, întemeietor al unităților de șoc Palmach ale acesteia din urmă, și primul lor comandant. Era supranumit „Hazaken”, adică „Bătrânul”. În tinerețe a fost printre conducătorii detașamentelor muncitoare Gdudéy Avodá ale evreilor sioniști în Palestina. 

## Date biografice

### Copilărie și tinerețe
Itzhak Sadeh s-a născut ca Itzhak Landsberg în 1890 la Lublin, în Polonia, aflată pe atunci sub dominația Rusiei țariste. Mama sa, Rivka, era fiica renumitului rabin Shneur Zalman Fradkin.   
În tinerețe a fost înrolat în armata rusă și a participat în cadrul ei la primul război mondial. Cu acest prilej a fost decorat pentru curajul de care a dat dovadă și a fost avansat în grad.
În anul 1917 Itzhak Landsberg l-a întâlnit pe Iosef Trumpeldor care a avut o mare influență asupra sa și i-a povestit între altele despre proiectul său de a crea în Rusia o oaste evreiască care să treacă apoi în Orientul Apropiat și să participe la eliberarea Palestinei de dominația otomană, pentru a reînființa acolo un stat ebraic.
După încheierea războiului mondial, Landsberg a început studii la Universitatea din Simferopol, în Crimeea.

### În „Detașamentele muncitorești” în Palestina
Când în 1920 a primit știrea morții lui Trumpeldor într-o ciocnire cu niște luptători arabi la Tel Hai în nordul Palestinei, el s-a hotărât să întrerupă studiile și să emigreze de îndată în țara strămoșilor.
In Palestina și-a ebraizat numele în Itzhak Sadeh, cuvântul "sadeh" (sadé) însemnând în ebraică "ogor". 
A activat la început în conducerea detașamentelor de muncitori evrei Gdudey Avoda, care, însă , în 1926 s-au destrămat în urma greutăților  vieții în comune și a divergențelor ideologice dintre social democrați și comuniști asupra posibilităților de îmbinare între sionism și socialism. În continuare Sadeh a lucrat la centrala electrică înființată de Pinhas Ruthenberg la Naharaiym și la carierele de la Atlit.
Antrenat în sporturi marțiale încă din Polonia, Itzhak Sadeh a practicat sportul și în Palestina și a fost unul din fondatorii clubului sportiv Hapoel (Hapoél, adică "Muncitorul") în cadrul mișcării sindicale social democrate Histadrut Haovdim.

### În Hagana și Palmakh
}n 1921 Sadeh s-a înrolat în organizația Hagana și a comandat la Kfar Giladi primul ei curs de ofițeri. În 1929 a participat la apărarea evreilor din Haifa. În timpul Marii Revolte antibritanice a arabilor din Palestina în 1936-1938 s-a distins ca un comandant perspicace al apărării evreiești. El a întemeiat la Ierusalim compania mobilă „Hanodedet” care s-a antrenat în ciocniri frontale cu dușmanul în bazele sale, adoptând tactica "ieșirii dintre garduri" și a transferului confruntării în localitățile și bazele dușmanului. La sfârșitul anului 1936 a comandat 
La sfârșitul anului 1936 Sadeh a comandat concentrarea de luptători evrei în carierele de piatră abandonate de la Migdal Tzedek (lângă localitatea arabă Majdel Sadek) din apropierea zonei Gush Dan și repunerea în funcție a carierelor de către voluntari evrei. El a creat în acel loc o bază evreiască de antrenament, în preajma unei vecinătăți arabe ostile. În vara anului 1937, în calitatea de comandant al poliției Ishuvului, Itzhak Sadeh a înființat Companiile de luptă terestră Fush (prescurtare de la Plugot Sadeh - Companii de câmp, numele Sadeh însemnând „câmp”) și a comandat companii de acțiuni speciale Pum (Plugot meyuhadot), unități de comando ale Haganei. Membrii acestor unități de elită au fost aleși de către Itzhak Sadeh însuși 
Una din operatiunile pe care le-a condus a fost ocuparea Hanitei în 1938.
În 1941 Sadeh a comandat și primul detașament premilitar de tineret al Haganei, recrutat din toată țara.  
În timpul celui de-al Doilea Război Mondial în 1941 Sadeh a fost însărcinat cu crearea Companiilor de soc sau de intervenție Palmakh si a devenit primul lor comandant. Sadeh a tranformat Palmakhul dintr-o unitate mică într-o forță conducătoare a Haganei. În 1942 el a redactat planul „Masada pe Carmel” (Metzada al Hakarmel) de apărare generală a colectivității evreiești din Palestina în cazul unei invazii a Germaniei naziste în Palestina.      
În 1945 Itzhak Sadeh a fost avansat ca șef de facto al statului major al Haganei, respnsabil cu toate operațiile ei de luptă. În acelaș an, dupa finele razboiului mondial, Sadeh a comandat Mișcarea revoltei antibritanice evreiești în Palestina (Tnuat Hameri Haivri) la care au luat parte și membri ai celorlalte organizatii paramilitare evreiesti - Etzel (Irgun) și Lehi.